# Luna ad Noctum
Luna ad Noctum est un groupe de black metal symphonique polonais, originaire de Wabrzych. Après deux ans d'inactivité, le groupe sort sa première démo, Moonlit Sanctum, et un EP, Lunar Endless Temptation, avant la publication de son premier album studio, Dimness Profound.

## Biographie
Luna ad Noctum est formé en 1998 à Wabrzych, en Pologne. Après deux ans d'inactivité, le groupe sort sa première démo, Moonlit Sanctum, très apprécié dans la scène underground polonaise. À la suite de la sortie de cette démo, le groupe un EP, Lunar Endless Temptation, avant de produire son premier véritable album studio, Dimness Profound, qui commencera à faire parler d'eux sur la scène de l'Europe.
À la suite de la sortie de cet album, Luna ad Noctum en sort deux autres, Sempiternal Consecration en 2004 au label Metal Mind Productions, et The Perfect Evil In Mortal en 2006. En 2004, ils participent à la 18e édition du festival MetalMania, organisé le 13 mars à Spodek, Katowice. Ils participent aussi à cette période à la tournée Black Diamonds. Plus tard, le claviériste du groupe, Noctivagus Ignominous, quitte Luna ad Noctum, et le groupe jouera sans remplaçant depuis.
En 2012, le groupe signe au label Massacre Records, et publie son nouvel et quatrième album Hypnotic Inferno en février 2013. L'album est relativement bien accueilli par la presse spécialisée,. À la fin de 2013, le groupe publie une vidéo de la chanson In Hypnosis, extraite de l'album.

## Membres

### Membres actuels
- Adrian « AN6 » Nefarious – basse, chant (depuis 1998)[1]
- Dragor Born In Flames – batterie (depuis 1998)[1]
- Thomas Infamous – guitare (depuis 1998)[1]
- Blasphemo Abyssum Invocat – guitare (depuis 2001)[1]

### Anciens membres
- Noctivagus Ignominous – clavier (1998–2002)[1]

## Discographie
- 2000 : Moonlit Sanctum (démo)
- 2001 : Lunar Endless Temptation (EP)
- 2002 : Dimness Profound (album studio)
- 2004 : Sempiternal Consecration (album studio)
- 2006 : The Perfect Evil In Mortal (album studio)
- 2013 : Hypnotic Inferno (album studio)